# الإجتماعي طرابلس
نادي الإجتماعي الرياضي طرابلس هو نادي كرة قدم لبناني، يقع مقرّه في طرابلس. تأسس النادي عام 1956 ويلعب حاليًا في الدوري اللبناني الدرجة الثانية. يعتبر الإجتماعي طرابلس الأكثر شعبية والأقدم في طرابلس.

## التاريخ
شارك النادي منذ تأسيسه في 1956 في الدوري اللبناني والكأس. حقق النادي موسم 2011–12 لقب الدرجة الثانية. في 2013، لعب الإجتماعي في نهائي النسخة الأولى من كأس التحدي، وخسره بركلات الترجيح أمام التضامن صور، وحقق أيضًا المركز الثاني في نسخة 2015، بعد أن توّج مجددًا بالدرجة الثانية. في موسم 2015–16، أقصى النادي كلا من الشباب الغازية والراسينغ بيروت ليصل إلى نصف نهائي كأس لبنان، وهو أقصى ما وصل إليه في تاريخه، قبل أن يخرج أمام النجمة.

## المنافسات
يشارك الإجتماعي طرابلس في ديربي طرابلس، أو ديربي الشمال مع نادي طرابلس حيث يتواجد الفريقين في مدينة طرابلس شمال لبنان. كان هناك مقترح لدمج الناديين في نادي واحد، لكنّه لم يكتمل.

## الإنجازات
- الدوري اللبناني الدرجة الثانية
  - البطل (2): 2011–12، 2014–15